# The Experiment
The Experiment é um thriller dramático estadunidense de 2010 dirigido por Paul T. Scheuring e estrelando Adrien Brody, Forest Whitaker, Cam Gigandet, Clifton Collins, Jr. e Maggie Grace. O filme aborda uma experiência análoga ao experimento de aprisionamento de Stanford 1971.
Trata-se de um remake do filme alemão de 2001 Das Experiment, dirigido por Oliver Hirschbiegel.

## Sinopse
Voluntários se reúnem para um estudo psicológico liderado pelo Dr. Archaleta (Ficher Stevens) em que os participantes serão divididos em grupos de 20 prisioneiros e seis agentes penitenciários. Entre eles há Travis (Adrien Brody), um ativista antiguerra, e Michael Barris (Forest Whitaker), um homem de 42 anos que ainda vive com sua mãe.
Após entrevistas em que os voluntários assistem a cenas de violência, os 26 finalistas são escolhidos e divididos nos dois grupos, com Travis virando prisioneiro e Michael virando um guarda. Regras básicas são criadas: prisioneiros devem consumir totalmente três refeições diárias e deverão ter 30 minutos de recreação diária; eles também precisam ficar dentro das áreas designadas. O grupo de guardas, por sua vez, precisa garantir que os prisioneiros obedeçam às regras e lidar corretamente com transgressões em no máximo 30 minutos, sem recorrer à violência. O experimento deverá durar duas semanas e os participantes receberão US$ 14 mil ao final, desde que nenhum dos participantes desista e desde que não ocorram episódios de violência. Luzes vermelhas espalhadas pelo complexo se acenderão caso o experimento seja interrompido.
Travis divide sua cela com Benjy, um romancista gráfico; e Nix, um membro da Irmandade Ariana. Michael, preocupado com a propensão de alguns guardas à violência, especialmente Chase, tenta dissuadi-los de comportamentos agressivos. Contudo, os guardas ficam cada vez mais enérgicos para garantir a obediência dos presos. Michael fica cada vez mais sádico. Apesar disso, Travis continua sendo subversivo. Ao perceber que ele está influenciando os outros presos, Michael decide humilhá-lo, já que punições físicas são proibidas, e manda que seu cabelo seja raspado e que urinem em seu corpo. A luz vermelha não acende, então Michael entende que suas ações são aceitáveis. ele reassegura aos guardas que eles estão se comportando apropriadamente. Quando um outro guarda, Bosche, discorda dos métodos de Michael, este o pressiona e o relembra da quantia que perderão se desistirem.
Travis descobre que Benjy, que ficou doente, escondeu ter diabetes, acreditando poder lidar com a doença sozinho. Travis pede que Bosche intervenha e ele busca então a insulina de Benjy, mas é pego por Michael. Michael dá a insulina a Benjy, mas pune Bosche fazendo-o levar uma surra dos outros guardas e transferindo-o para o lado dos prisioneiros. Ele também ordena que Travis limpe os vasos sanitários como punição. Michael provoca Michael, dizendo que ele deveria usar o dinheiro do pagamento final para financiar um tratamento psicológico, e é quase afogado no toalete como retaliação.
Em uma manhã, após ser humilhado novamente, Travis tira sua camiseta, como sinal de que o experimento deve ser encerrado, sendo imitado pelos outros companheiros. Ele tenta falar com uma das câmeras e pede que encerrem a experiência, mas é espancado pelos guardas. Benjy tenta salvá-lo, mas é atingido por Michael na cabeça e desaba com convulsões. Enquanto isso, Travis é jogado em uma espécie de solitária para passar a noite e os ataques continuam para os outros prisioneiros, com alguns sendo acorrentados e torturados. Enquanto preso, Travis percebe uma câmera infravermelha o observando no local. Eventualmente, ele consegue escapar arrombando a entrada da solitária. Ele chega a tempo de interromper um estupro de um preso por parte de Chase e liberta outros colegas. Eles descobrem o corpo de Benjy e decidem contra-atacar. Os guardas se abrigam numa sala e tentam sair do complexo, mas Michael ainda quer que o experimento siga até o fim. Logo, o local é arrombado e uma briga generalizada se inicia. Michael tenta esfaquear Travis, mas este o domina e o espanca até que as luzes e sirenes tocam, sinalizando o fim do programa.
O grupo deixa o local e aguardam enquanto um ônibus se aproxima para levá-los. Apesar do final prematuro do programa, todos acabam sendo pagos. Trechos de áudios retirados de noticiários mostram que o Dr. Archaleta está sendo julgado por homicídio involuntário. Posteriormente, Travis encontra sua namorada na Índia.

## Elenco
- Adrien Brody como Travis
- Forest Whitaker como Michael Barris
- Cam Gigandet como Chase
- Clifton Collins Jr. como Nix
- Fisher Stevens como Dr. Archaleta
- Maggie Grace como Bay
- Ethan Cohn como Benjy
- Travis Fimmel como Helweg
- David Banner como Bosch
- Rachel O'Meara como O Administrador